# Megalithanlagen in Irland

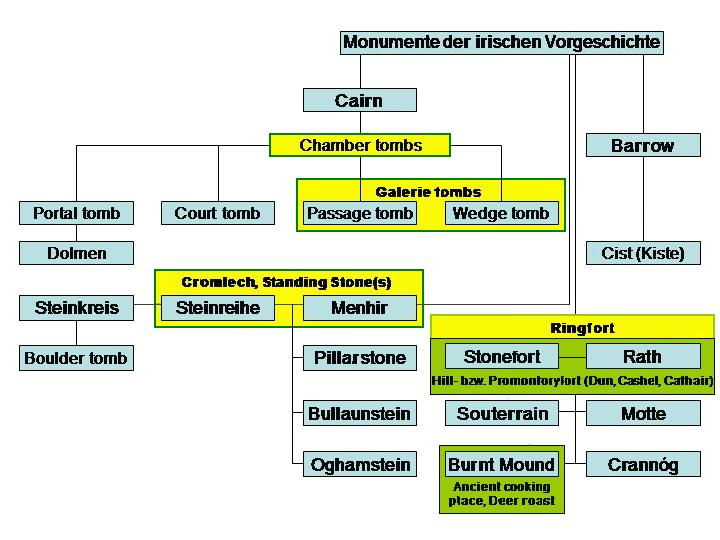
Typen irischer Monumente

Megalithanlagen in Irland (irisch Tuamaí Meigiliteacha in Éirinn) sind Großsteingräber aus der Jungsteinzeit. In Irland existieren ca. 1.600 Megalithgräber, die aus der Zeit zwischen 4000 und 2000 v. Chr. stammen. Etwa 10 Prozent aller Anlagen wurde untersucht, die meisten davon waren Passage Tombs.

## Einteilung
Die jungsteinzeitlichen Megalithanlagen auf der irischen Insel bestehen, neben einer Anzahl, die wegen ihrer Form oder der weitgehenden Zerstörung keinem Typ zuzuordnen waren, aus vier Haupttypen:
- 400 Anlagen sind Court Tombs in einer größeren Variationsbreite
- 219 Anlagen sind Passage Tombs (auch außerhalb Irlands verbreitet)
- 185 Anlagen sind Portal Tombs (auch außerhalb Irlands verbreitet)
- 569 Anlagen sind Wedge Tombs

Darüber hinaus entstanden am Übergang zur Bronzezeit, ab etwa 2500 v. Chr., auch unterschiedliche Steinkisten. Die elf bisher entdeckten vom Typ Linkardstown werden gewöhnlich nicht zu den Megalithanlagen gerechnet.
- 931 Anlagen Steinkisten

Die Zahlen wurden auf den Webseiten des Irish National Monument Service und dem Northern Ireland Sites & Monument Record ermittelt.

## Verbreitung
|          | Court Tomb | Passage Tomb | Portal Tomb | Wedge Tomb |
| -------- | ---------- | ------------ | ----------- | ---------- |
| Leinster | 11         | 83           | 24          | 19         |
| Munster  | 7          | 9            | 21          | 337        |
| Connacht | 197        | 90           | 44          | 125        |
| Ulster   | 185        | 37           | 96          | 88         |

Die Nordhälfte der Insel weist deutlich mehr Anlagen als die Südhälfte auf.
- Nahezu anlagenleer sind die vier Countys Kildare, Laois, Offaly und Westmeath.
- Court Tombs liegen in der Nordhälfte der Insel mit starken Konzentrationen im Westen Connemaras und an der Nordküste des County Mayo.
- Passage Tombs liegen primär in der Nordhälfte der Insel, wo sie in der südlichen Randzone an mehreren Stellen große, sogenannte Friedhöfe bilden.
- Portal Tombs liegen hauptsächlich in der Nord- und der Südosthälfte der Insel ohne Konzentrationen zu bilden.
- Wedge Tombs liegen primär in der Westhälfte der Insel mit Konzentrationen in den Countys Clare und Cork.

## Randgruppen
Als sehr alt gilt, obwohl nicht näher untersucht und keinem klassischen Typ zuordenbar, eine kleine Gruppe primär in Connemara existierender Anlagen, die auch als „Simple Chambered Tombs“ (einfache Kammergräber) bezeichnet werden (→ Megalithen in Connemara). Derartige Anlagen sind auch Listoghil und Primrosegrange im County Sligo. Einige Anlagen, insbesondere in Nordirland, sind Mischtypen zwischen Court- und Portal Tombs oder Court- und Wedge Tombs.
- Boulder Burials sind regional vorkommende Anlagen, die im megalithischen Kontext ungewöhnliche Erscheinungen darstellen und aus der Bronzezeit stammen.
- Als Entrance Grave bezeichnet die britische Archäologie eine kleine Gruppe (etwa 70 Anlagen) in Cornwall und auf den Scilly-Inseln, die in Irland durch einige Anlagen bei Tramore im County Waterford vertreten ist.

## Listen
- Liste von Court Tombs in Irland
- Liste der Portal Tombs in Irland
- Liste von Wedge Tombs in Irland

Megalithanlagentypen in Irland
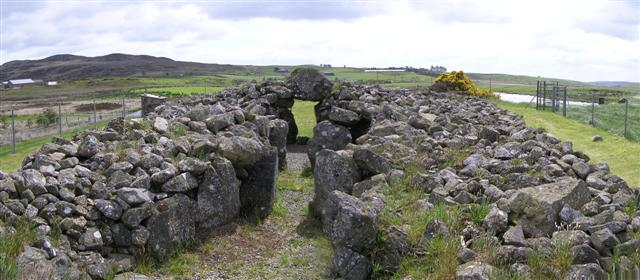
Das Court Tomb von Creggandevesky
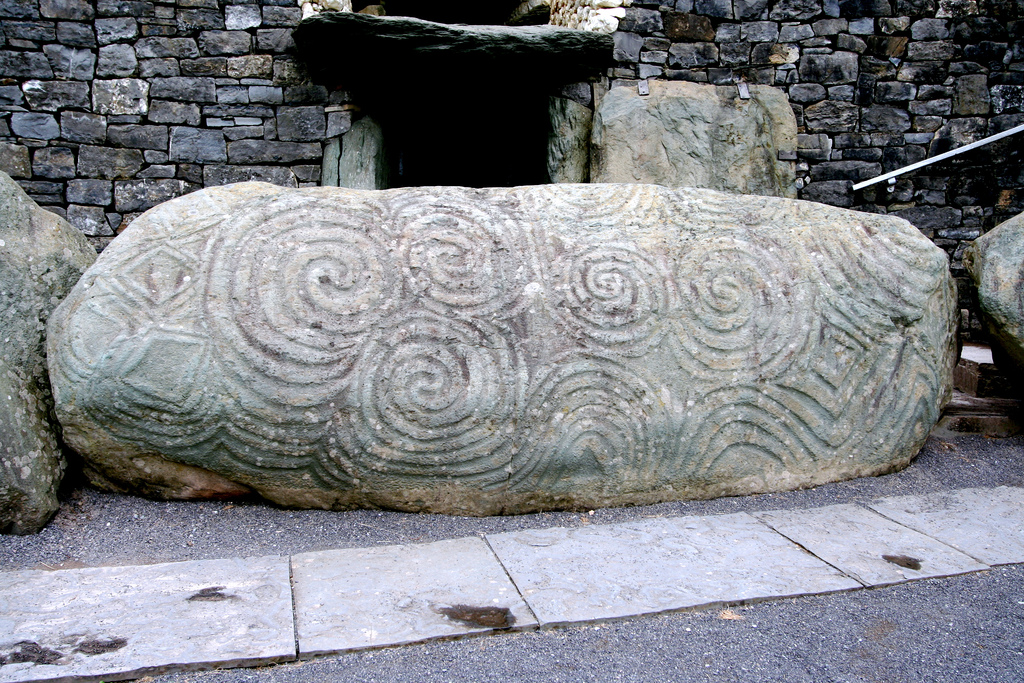
Eingang des Passage Tomb Newgrange
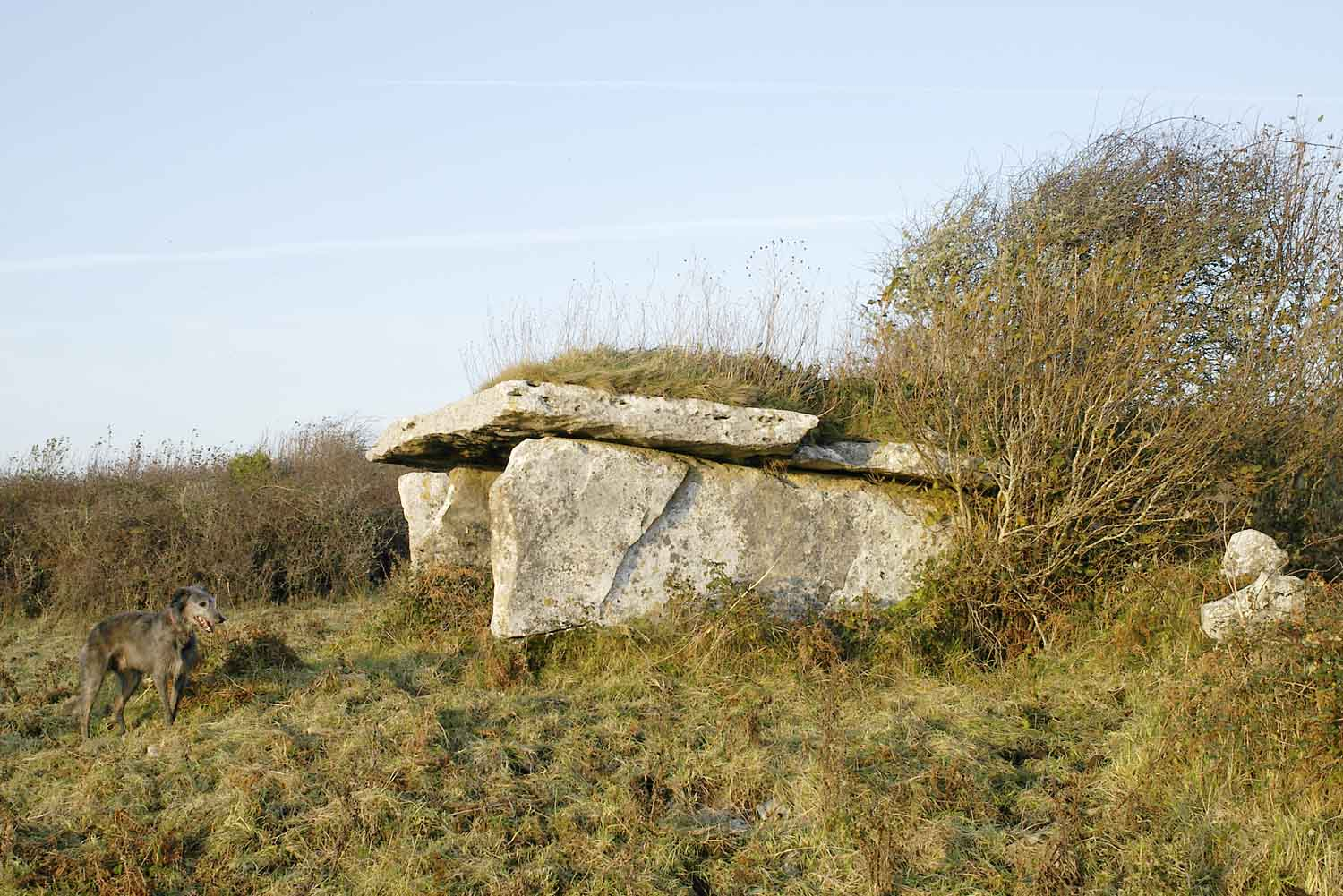
Wedge Tomb in Clooneen, County Clare
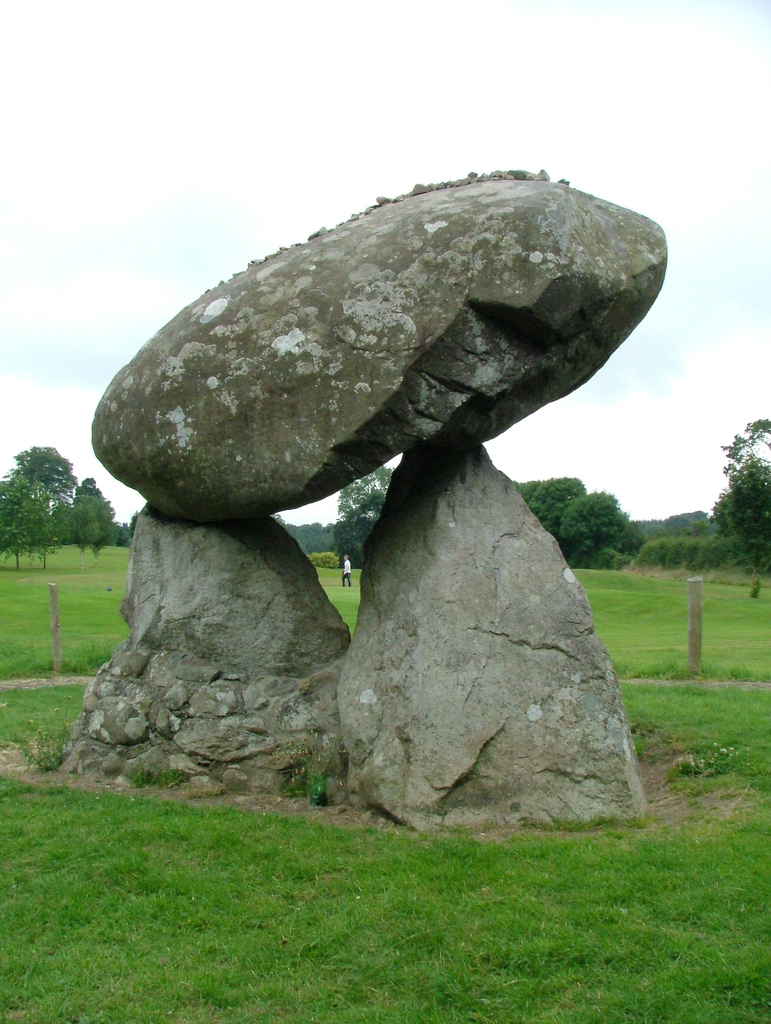
Proleek, ein Portal Tomb im County Louth
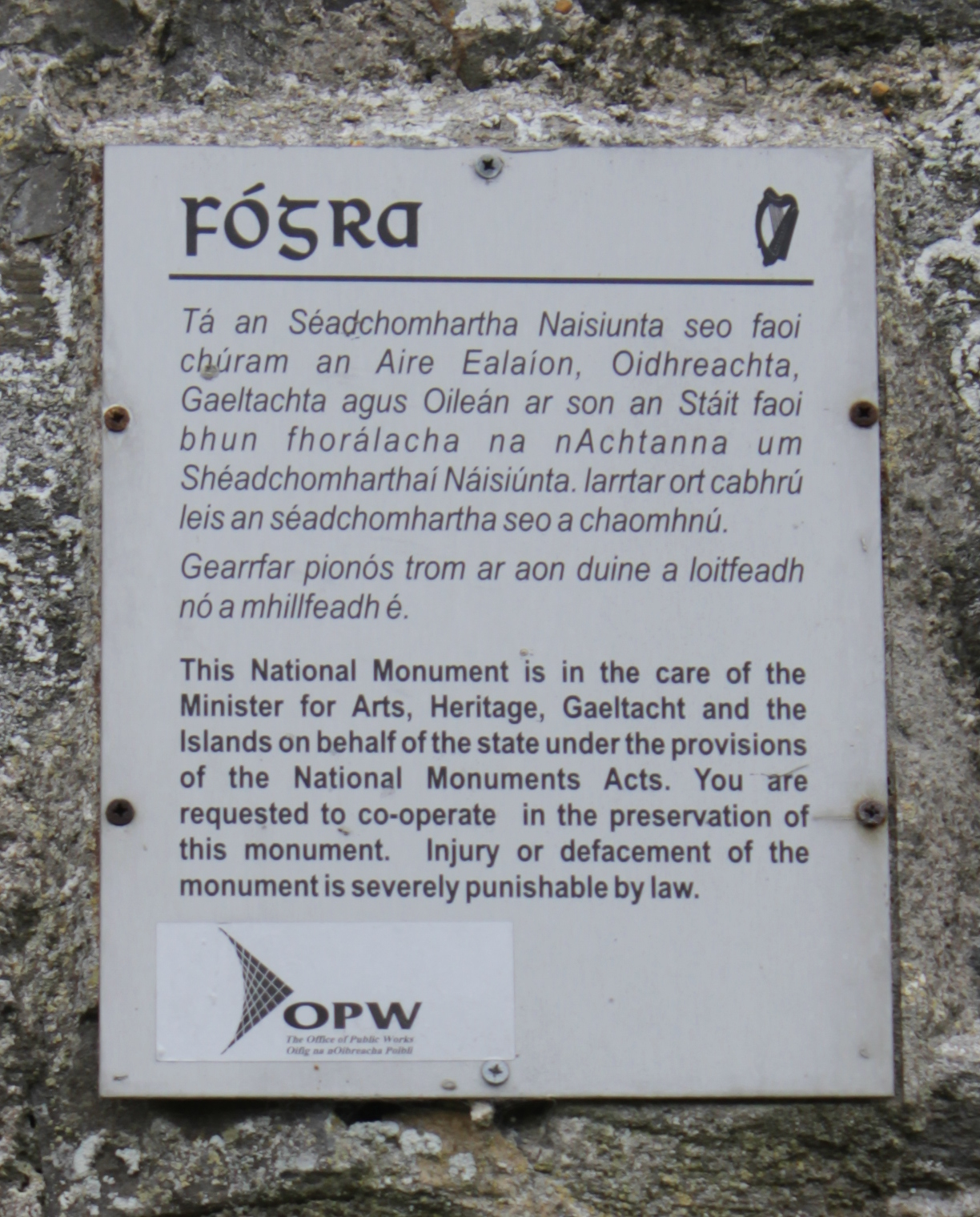
Hinweis auf den Denkmalschutz